# バンプレストオリジナル
バンプレストオリジナルは、バンプレストがコンピュータゲームソフトを販売していた時代、同社のソフトに登場していた、オリジナルのロボットおよびキャラクターの総称である。
- 本項では、上記のオリジナル設定のみで構成されるゲーム・アニメシリーズ『スーパーロボット大戦ORIGINAL GENERATIONシリーズ』（以下、OGシリーズ）についても解説する。

2007年、バンプレストがバンダイナムコゲームス（その後、バンダイナムコエンターテインメントに社名変更）の子会社となって、ゲーム事業からは手を引いた事やOGシリーズが拡大・発展したこともあり、現在では版権作品を扱った『スーパーロボット大戦シリーズ』（以下、スパロボシリーズ）の新規オリジナルキャラクター/機体は、単に「オリジナル」と紹介される（この項では「概要」に記載した歴史的経緯があること、「オリジナル」と書いただけでは分かりにくいなどの理由により、当面の間は「バンプレストオリジナル」と呼称する）。

## 概要
通常、ゲームのキャラクターといえば製作した会社のオリジナルのみで構成されるが、バンプレストのゲームには『スパロボシリーズ』や『コンパチヒーローシリーズ』のように、アニメやコミックの原作（版権）が複数存在するタイプ（クロスオーバー作品）のゲームが多かった。そこで版権キャラクターと区別するため、便宜的に「バンプレストオリジナル」という名称を用いていた。
その後、『スパロボシリーズ』がバンプレスト社を代表する人気ゲームとなって以降、「バンプレストオリジナル」と単に言った場合は「スーパーロボット大戦オリジナル」と同義となった。
多数の作品に登場する人物・ロボットには同時に多数の世界観・設定・バックストーリーがあり、それを同一の作品（世界）で一つの物語に収束させる必要性のあるクロスオーバー作品には、もともと不整合が生まれやすい。その不整合を出来るだけ違和感無いレベルにする、言わば「接着剤」あるいは「鎹(かすがい)」役として、バンプレストオリジナルは必要にして不可欠な存在と言える。
スパロボ作品においては上記の理由により初期の数作品を除き、主人公やボスキャラクターの多くがバンプレストオリジナルキャラ・ロボットになることが多い。

## 特徴

### コンパチヒーローシリーズ
バンプレスト初のクロスオーバー作品『SDバトル大相撲』にて、グレート雷門とバンプレキッドが登場。さらに、『ザ・グレイトバトルシリーズ』にて、ガンダム、仮面ライダー、ウルトラマンに続く、第4のヒーローとしてファイターロアが登場した。この3キャラクターは共通してバンプレストを連想させる意匠がこめられている。
基本的にコンパチヒーローシリーズでは全てのキャラクターが擬人化されており、バンプレストオリジナルもその世界観を前提に存在しているため、細かい設定などは存在せず人間ともロボットともつかないキャラクターが多い。

### スーパーロボット大戦シリーズ
コンパチヒーローシリーズと異なり原作設定を取り込んでいるため、作品間の「つなぎ」として使われることが多い。各作品のパイロットや機体の強さに詳しくないユーザーに配慮し、迷わずに使えるよう主人公はかなり強めに設定されている。特に本シリーズでは相当数の版権作品が集結していることもあり、オリジナルの存在は均衡を保つための重要なポジションとなっている。
キャスティングに関しては、かつてはプロデューサーやスタッフの「このキャラにはこの声優で」という希望をそのまま採用していたが、最近はオーディションを行うこともある。
同シリーズのオリジナルキャラクターは、一部設定が改変され、後にOGシリーズで登場している場合もある。

## スーパーロボット大戦ORIGINAL GENERATIONシリーズ
バンプレストオリジナルは各作品において脇役の扱いであることが多かったが、スーパーロボット大戦がシリーズを重ねるにつれてオリジナルのキャラクターやロボットも人気が高まった。そのため、バンプレストオリジナルのみで構成されたクロスオーバー作品である『スーパーロボット大戦ORIGINAL GENERATION』が製作され、新シリーズとして発展する。
スーパーロボット大戦シリーズのオリジナルキャラクターを始め、コンパチヒーローシリーズ、スーパーロボットスピリッツ、リアルロボットレジメントなど関連作品も登場している他、OGシリーズオリジナル機体・人物も数多く登場している、まさにバンプレストオリジナルの集大成と言うべきシリーズになりつつある。
現在では、OGシリーズの外伝作品である「OGサーガシリーズ」が製作された、テレビアニメ化などメディア展開、スーパーロボット大戦シリーズ以外のクロスオーバー作品が登場など、独立したシリーズとして発展し、現在に至っている。

## デザイナー
バンプレスト時代にはSDのデザインを担当している関係で、レイアップが同様にバンプレストオリジナルのデザインを手がけることが多く、キャラクターデザインの多くは河野さち子が手がけていたが、原案は斉藤和衛をはじめ他のデザイナーが担当して河野が公開イラストを担当する作品もあった。なお、キャラクターデザイナーである河野が死霊装兵をデザインすることになったのは発注ミスのためである。

### 主なメカニックデザイナーおよび代表的な担当デザイン
| メカニックデザイナー | 担当デザイン |
| -------------------- | --- |
| 青木健太             | グランゾン、サーベラス、サーベラス・イグナイト、ガルムレイド、ガルムレイド・ブレイズ、ガルベルス |
| 明貴美加             | バルゴラ、バルゴラ改、バルゴラ・グローリー、レストジェミラ、キャニス、キャニス・アルタルフ、エア・クリスマス、メラフディン |
| 浅井真紀             | ゼルガード |
| 安藤弘               | ダイゼンガー、アウセンザイター、ベミドバン、Gバンカラン、アン・アーレス |
| 射尾卓弥             | ゲシュペンスト・タイプRV |
| 石垣純哉             | ゲトゥビューム |
| 石川賢               | プロメテウス、テュポーン |
| Mがんぢー            | ファイター・ロア、コンパチカイザー、ガンレオン、エンダーク、ビクトーラ、ゼナディーエ、グスタティオ、アルケウス、カリ・ユガ、ファルセイバー、ブルーヴィクター、ルーンドラッヘ |
| 大河原邦男           | ゲシュペンスト、マルチウォーカー |
| 太田太河             | ソウルセイバー（リファイン）、レオニシス・ハーガ、レオニシス・ヴァーガ |
| 大張正己             | コンパチブルカイザー、Gサンダーゲート、Gコンパチブルカイザー、シュロウガ、アインストヴォルフ、ノイヴォルフ、ゲシュペンストMk-II・タイプSA、ディーダリオン、グラヴァリン |
| 大輪充               | ジュデッカ、メギロート、エクサランス、エール・シュヴァリアー、ジェアン・シュヴァリアー、ブランシュネージュ、デア・ブランシュネージュ、ガナドゥール、ストレーガ、フォルテギガス、ストゥディウム、ファービュラリス、ウィオラーケウム、アンゲルス / アンゲルスS 、ベルグランデ / ベルグランデS、スカルプルム / スカルプルムS、グランティード、グランティード・ドラコデウス、ヴァルアルム       |
| 岡本光晴             | エメラルダン、サフィアーダ、ジェニオン |
| 小野聖二             | リオンシリーズ、シリーズ77、ジガンスクード、ヒリュウ改、キラーホエール、ストーク、トライロバイト、レイディバード、ブラスタ、ソーラリアン、プレイアデス・タウラ |
| かげやまいちこ       | ソルガディ、ギルドーラ、ナグロッド、ゴリアテ |
| カトキハジメ         | ヒュッケバイン系列、Rシリーズ、ビルトビルガー、デュラクシール |
| 金子一馬             | ベルグバウ、ディス・アストラナガン、ケイサル・エフェス |
| 金丸仁               | ビルトファルケン、アルブレード、アルブレード・カスタム、量産型ヒュッケバインMk-II、シュッツバルト、アスクレプス、ヘリオース |
| 河野さち子           | 死霊装兵 |
| 斉藤和衛             | アルトアイゼン、ヴァイスリッター、アインストシリーズ、フリッケライ・ガイスト、アレス・ガイスト、アシュセイヴァー、ラーズアングリフ、メディウス・ロクス、AI1、ゲシュペンスト（『無限』）、アルトアイゼン・ナハト（『無限』）、ヴァイスリッター・アーベント、邪鬼銃王、アークゲイン、アルクオン、フェイクライド                                                                               |
| 佐藤洋介             | エグザート |
| 清水栄一             | ヴァングレイ、グランヴァング、ヴァングネクス |
| 杉浦俊朗             | ビルトシュバイン、ゼ・バルマリィ帝国関連 、アストラナガン、次元獣、至高神Z |
| 宝木金太郎           | 修羅神 |
| 谷口欣孝             | ベルゼルート、ベルゼルート・ブリガンディ、量産型ゲシュペンストMk-II改 、レヴリアス、セリウス、セリウスII、セルケリウス、ソルヴリアス、ビルトラプター・シュナーベル、プファイルIII |
| 田野邊尚伯           | カオス・レオー、レオー、カオス・アングイス、アングイス、カオス・カペル（エリファス）、カペル |
| 環望                 | アウルゲルミル |
| 津島直人             | ベルゲルミル |
| 露木篤史             | ヴォルレント、ヴァレイシリーズ、ライオットシリーズ |
| 寺岡賢司             | グラフディン |
| 天神英貴             | ティラネード、ティラネード・レックス、キャリアクス |
| 土屋英寛             | ヴァルシオーネ（リファイン）、雷鳳、大雷鳳、ジンライ、ガンエデン、カナフ、ケレン、ザナヴ、パールネイル、尸逝天 |
| 寺島慎也             | ネオ・グランゾン、ヴァルシオーネR、バラン=シュナイル 、ディアブロ、ライラス、オルフェス |
| NAOKI                | 量産型ゲシュペンストMk-IIシュテルベン、ゲシュテルベン改、ガーダイド |
| 中北晃二             | 量産型ビルトシュバイン、グラビリオン、ソルグラビリオン |
| 福地仁               | グランヴェール、ガッデス、ザムジード、ジャオーム、ガルガード、ギオラスト、ジェイファー、ディンフォース、ラストール、ファルク、ザイン、フェンター、ラ・ウェンター |
| 藤井大誠             | アースゲイン、ヴァイローズ、ソウルゲイン、ヴァイサーガ、ツヴァイザーゲイン、アンジュルグ、ラピエサージュ、アシュセイヴァー、ラーズアングリフ、ASソレアレス、ASアレグリアス、エレオス、ヒュポクリシス、テュガテール/パテール、デュミナス、インペトゥス、フォルティス・アーラ、プリスクス・ノクス、ファートゥム、ウィーゾル改、ゼイドラム、ビュードリファー、オーグバリュー、グレイターキンII |
| 富士原昌幸           | スレードゲルミル、真・龍王機 |
| 間垣亮太             | ミロンガ |
| 宮武一貴             | グルンガストシリーズ、超機人、鋼機人、スペースノア級万能戦闘母艦、ドライストレーガー |
| 宮豊                 | イスマイル、ガッツォー、アゲイド、ギンシャス、リブナニッカ、ベンディッド、ウィーゾル、バフォーム、ゲイオス=グルード、ゼラニオ、 グラシドゥ=リュ |
| moi7                 | ダイガイアン |
| 森木靖泰             | ズフィルード |
| 守谷淳一             | サイバスター、ヴァルシオン、ヴァルシオーネ |
| 八房龍之助           | ヴァルシオン改・タイプCF、ガーリオン・カスタム“無明”、ウェンディゴ、フラットフィッシュ、タッドポール、鋳人、ワース・ディーンベル、UND製兵器 |
| 柳瀬敬之             | ラフトクランズ、ズィー=ガディン、ヴァルホーク、ヴァルストーク、ヴァルガード、ヴァルザカード、アルムアルクス、アルムストラ |
| 山根理宏             | ラッシュバード、ストレイバード、アンギルオン、マービュオン |
| 吉野修広             | ヴァルク・バアル、ヴァルク・イシャー、ヴァルク・ベン |

### 主なキャラクターデザイナーおよび担当作品
| キャラクターデザイナー | 担当作品 |
| ---------------------- | --- |
| 秋田れい               | OGシリーズ（GC/XOキャラクターリファイン）                                                                                              |
| 糸井美帆               | COMPACT3、J、W、K、V、30、OGシリーズ（R、Dキャラクターリファイン）                                                                     |
| 歌津義明               | J、W、K、OGシリーズ |
| 内山紳介               | NEO |
| 大籠之仁               | 第3次Z |
| 岡本光晴               | T、30 |
| 加藤誠                 | Operation Extend |
| 菊池晃                 | ScrambleCommander 2nd |
| 高河ゆん               | X |
| 河野さち子             | F/F完結編、αシリーズ、Z、第2次Z、A、新、64、MX、COMPACT2/IMPACT、X-Ω、DD、30、魔装機神シリーズ、OGシリーズ、無限のフロンティアシリーズ |
| 湖川友謙               | 第4次 |
| 駒都えーじ             | スパロボ学園 |
| 斉藤和衛               | A、COMPACT2/IMPACT、無限のフロンティアシリーズ                                                                                         |
| 白川紋子               | R |
| 下山剛史               | 魔装機神II、魔装機神III、魔装機神F |
| 鈴木勘太               | DD |
| 鈴木幸江               | D |
| 曽我部修司             | 30 |
| 田口栄司               | GC/XO |
| 超肉                   | DD |
| Chiyoko                | 第2次Z、L、UX、BX |
| なかま亜咲             | DD |
| 西E田                  | T |
| ののかなこ             | 30 |
| ヤスダスズヒト         | DD |
| 八房龍之助             | X、T |
| 渡邊亘                 | 魔装機神III、魔装機神F、X-Ω、V、DD、Y                                                                                                  |